# Prosimulium esselbaughi
Prosimulium esselbaughi är en tvåvingeart som beskrevs av Sommerman 1964. Prosimulium esselbaughi ingår i släktet Prosimulium och familjen knott. Inga underarter finns listade i Catalogue of Life.